# 泰爾夫斯

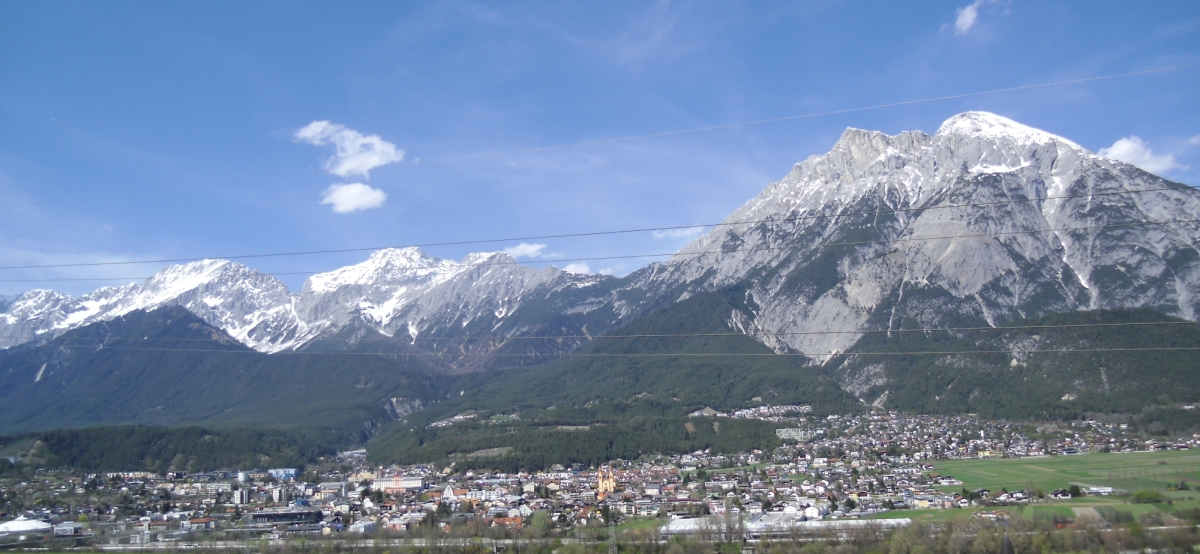

泰爾夫斯（德语：Telfs）是奧地利的城鎮，位於該國西部，距離首府因斯布鲁克27公里，由提洛州負責管轄，面積45.5平方公里，海拔高度633米，2012年人口14,736。

## 友好城市
- 德国埃尔察赫
- 義大利拉纳